# لينو مونيوث
لينو مونيوث (بالإسبانية: Lino Muñoz)‏ هو لاعب كرة الريشة مكسيكي، ولد في 8 فبراير 1991 في مدينة مكسيكو في المكسيك.

## وصلات خارجية
- لينو مونيوث على موقع BWF.tournamentsoftware.com (الإنجليزية)
- لينو مونيوث على موقع BWFbadminton.com (الإنجليزية)
- لينو مونيوث على موقع اللجنة الأولمبية الدولية (الإنجليزية)
- لينو مونيوث على موقع أوليمبيديا (الإنجليزية)